# Bitka pri Vézeronceu
Bitka pri Vézeronceu je bila del invazije  frankovskih kraljev Hildeberta I., Klodomerja, Klotarja I. in Teoderika I. na Burgundsko kraljestvo, ki je potekala 25. junija 524 v bližini Vézeronce-Curtine, takratne Veseruntiae v sedanjem departmaju Isère v Franciji.
Prejšnji burgundski kralj Sigismund je bil v eni od prejšnjih bitk ujet in usmrčen. Nasledil ga je brat Godomar , ki je na čelu burgundske vojske težko porazil Franke in ubil kralja Klodomerja. Poraz Frankov je bil začasen. Merovingi so v naslednjem desetletju osvojili celo Burgundsko kraljestvo.
V šotnem barju Saint-Didier severno od bojišča so leta 1871 odkrili čelado, ki je zdaj razstavljena v Musée dauphinois v Grenoblu. Izdelal jo je bizantinski mojster, nosil pa verjetno frankovski poglavar.

## Vir
- Elisabeth Roux. Vézeronce et Curtin au fil du temps. éditions AMAPAC Morestel, 2007. ISBN 2-9508934-5-7.